# Eufemia raciborska
Eufemia (Ofka) (ur. przed 1299, zm. 17 stycznia 1359) – księżniczka raciborska z dynastii Piastów, mniszka dominikanka, Służebnica Boża Kościoła katolickiego.

## Rodowód
Eufemia była córką Przemysława, księcia raciborskiego z dynastii Piastów, i Anny, księżniczki czerskiej (córki Konrada II i Jadwigi). Była najprawdopodobniej pierwszą córką pary książęcej, a imię otrzymała po babce ojczystej, Eufemii (zmarłej 15 lutego po 1281), córce Władysława Odonica wielkopolskiego i żonie Władysława opolskiego (1225-1282).

## Życie zakonne
9 kwietnia 1313 roku przywdziała habit zakonny, wstąpiwszy do klasztoru dominikanek św. Ducha w Raciborzu. Młoda Eufemia, po nałożeniu szat mniszych, miała naśladować wzorce: św. Jadwigi z Andechs (zm. 1243), księżnej Anny (zm. 1265), św. Agnieszki z Pragi (zm. 1282), błogosławionych Benigny (zm. 1241 lub 1259) oraz bł. Bronisławy (zm. 1259), a przede wszystkim mistyczki i stygmatyczki dominikanki św. Katarzyny ze Sieny (zm. 1380). Podczas swej zakonnej służby była dwukrotnie przeoryszą tego zgromadzenia, w 1341 roku oraz w latach 1358-1359. Dokumenty mówią o niej jako o osobie, która dbała o pomnażanie majątku swojego klasztoru. W 1313 pozyskała wsie Proszowiec, Markowice, Lyski, Pogrzebień oraz Lubomię, które zostały podarowane jej przez brata Leszka. Biskup wrocławski Nanker w 1335 roku obdarzył zgromadzenie dziesięcinami ze wsi: Bieńkowice, Strzybnik, Sudół oraz Kornowac. W 1337 roku dominikanki kupiły wieś Ligotę od Izoldy, wdowy po Piotrze Strali, a w 1339 roku wieś Ucieszków i połowę wsi Warmutowice w księstwie kozielskim od niejakiego Kunada zwanego Stoszem (Stoszowicem). W 1340 roku dominikanki za pośrednictwem Ofki kupiły od Henryka z Plumowa i brata Jeszka miasteczko Baborów wraz ze wsiami: Sułków (villa Sulcau), Czerwonków (Czirbenkau, Cziruencow), Sucha Psina, Dzielów (Dgehilhau, Dzengilow) i Szczyty (Schczyti), a w 1343 roku od szwagra Ofki, Mikołaja II, władcy opawsko-raciborskiego, prawa zwierzchnie i duży kawał ziemi w Bieńkowicach, przy czym osiem lat później już całe Bieńkowice były w posiadaniu zakonu. Sprzedali je trzej bracia dziedzicowie: Bieniek, Turc i Kobern.
2 lipca 1345 roku papież Klemens VI zatwierdził wszystkie nabytki raciborskich dominikanek i tym samym wziął je pod swoją opiekę. Wybudowany i konsekrowany 29 września 1334 roku kościół i klasztor pw. Św. Ducha stał się ogniskiem religijnego i kulturalnego życia w Raciborzu.
Ofka, przeczuwając swój zgon, 8 grudnia 1358 roku kazała sporządzić obszerny testament, w którym wszystkie nabytki przekazała na rzecz zgromadzenia. Zmarła 17 stycznia 1359. Została pochowana w kaplicy św. Dominika przy klasztorze dominikanek w Raciborzu.

## Kult i proces beatyfikacyjny
Utwory hagiograficzne powstałe po jej śmierci akcentują pobożne życie Eufemii, pełne samozaparcia i chrześcijańskich cnót.
Na początku XIX wieku trumienkę z jej szczątkami uroczyście przeniesiono do kościoła WNMP, gdzie poświęcono jej jeden z bocznych ołtarzy. Podczas pożaru kościoła w 1945 r. spłonął on wraz ze wspomnianą trumienką. Eufemia czczona jest do dziś w Raciborzu jako świątobliwa kandydatka na ołtarze.
19 stycznia 2014 roku bp Andrzej Czaja, powołując Komisję Historyczną, otworzył proces beatyfikacyjny świątobliwej Eufemii na poziomie diecezjalnym. Kongregacja Spraw Kanonizacyjnych wydała "nihil obstat", stwierdzając, że nie znajduje żadnych przeciwwskazań do rozpoczęcia gromadzenia materiału dowodowego, mającego udowodnić wielowiekowość kultu. Od tej pory przysługuje jej tytuł Sługi Bożej.

## Fragment żywota Eufemii
„Świątobliwa Eufemia, córka księcia raciborskiego [...] już w dzieciństwie złożyła obietnicę, dziewictwo swoje dziewiczemu Chrystusowi poświęcając. Młode lata niezliczonymi cnotami przyozdobiła, mianowicie malowidłami i kontemplacjami, nocnymi rozmyślaniami, ciało swoje przez posty, bezsenność, surowe posłanie, biczowanie az do kosztownej krwi, włosiennicę, a nawet noszenie żelaznych łańcuszków, nieustannie umartwiała [...]. Była panną nadzwyczaj urodziwą.”
„Błogosławiona Eufemia Domicylla Polka, córka Leszka księcia raciborskiego, z krwi królów polskich idąca, czystość swoją z młodości Panu Bogu poświęciła, młode lata niezliczonymi cnotami przyozdobiła, w modlitwach gorących i medytacjach ćwiczyła się, niewinną Mękę Zbawiciela swego przed krucyfiksem we dnie i w nocy rozmyślała. Wielkiej niewinności panna, gdy doszła lat dwunastu, książę brunświckie ojca jej Leszka w małżeństwo o nią prosił. Na co ona nie zezwalała, wymawiając się, że już zaślubiona piękniejszemu i bogatszemu Oblubieńcowi Chrystusowi. Przyjęła habit drugi Dominika świętego w Raciborzu w klasztorze Ducha Najświętszego. Którego przyjęcie poprzedziła bielsza nad śnieg we trzech promieniach zstępująca na kościół Ducha Świętego Gołębica pokazana. Także przy Mszy świętej, po której (według zwyczaju) obłóczyny miała, od podniesienia Najświętszego Sakramentu aż do Komunii świętej słyszana była i od niej, i od wszystkich przytomnych niewypowiedzianej melodii muzyka anielska na powietrzu, chcąc wyraziæ anielską radość z tej panny, że się na służbę Oblubieńcowi swemu do zakonu oddała.”